# Greater Pibor administrativt område
 Ikke at forveksle med byen Pibor
Det administrative område Greater Pibor er et administrativt område i Sydsudan.

## Historie
Fra begyndelsen af den sydsudanesiske uafhængighed søgte Anyuak-, Jie-, Kachepo- og Murle-folkene i Jonglei større autonomi fra Jonglei-statens regering, der er domineret af Nuer og Dinka. Det resulterede i spredte væbnede oprør mod Sydsudans regering, som smeltede sammen til South Sudan Democratic Movement (en) (SSDM/A), som igen i sidste ende blev domineret af David Yau Yau og hans Cobra Faction. Fredsforhandlinger i foråret 2014 førte til et kompromis, der udskilte to amter, Pibor og Pochalla, fra Jonglei-staten, for at skabe det nye semi-autonome Greater Pibor Administrative Area (GPAA).
Det særlige administrative område blev opløst efter oprettelsen af Boma-staten i 2015,
Efter fredsaftalen februar 2020, blev Boma-staten igen opløst, og Pibor blev gendannet til et særligt administrativt område.

## Byer
Statens hovedstad er Pibor. Befolkningen i Pibor blev anslået til under 1.000 mennesker i 2005. Byen Pochalla i Pochalla County ligger direkte på grænsen til Etiopien. Byen ligger omkring 470 kilometer fra Juba. 